# Olbrzym (istota)

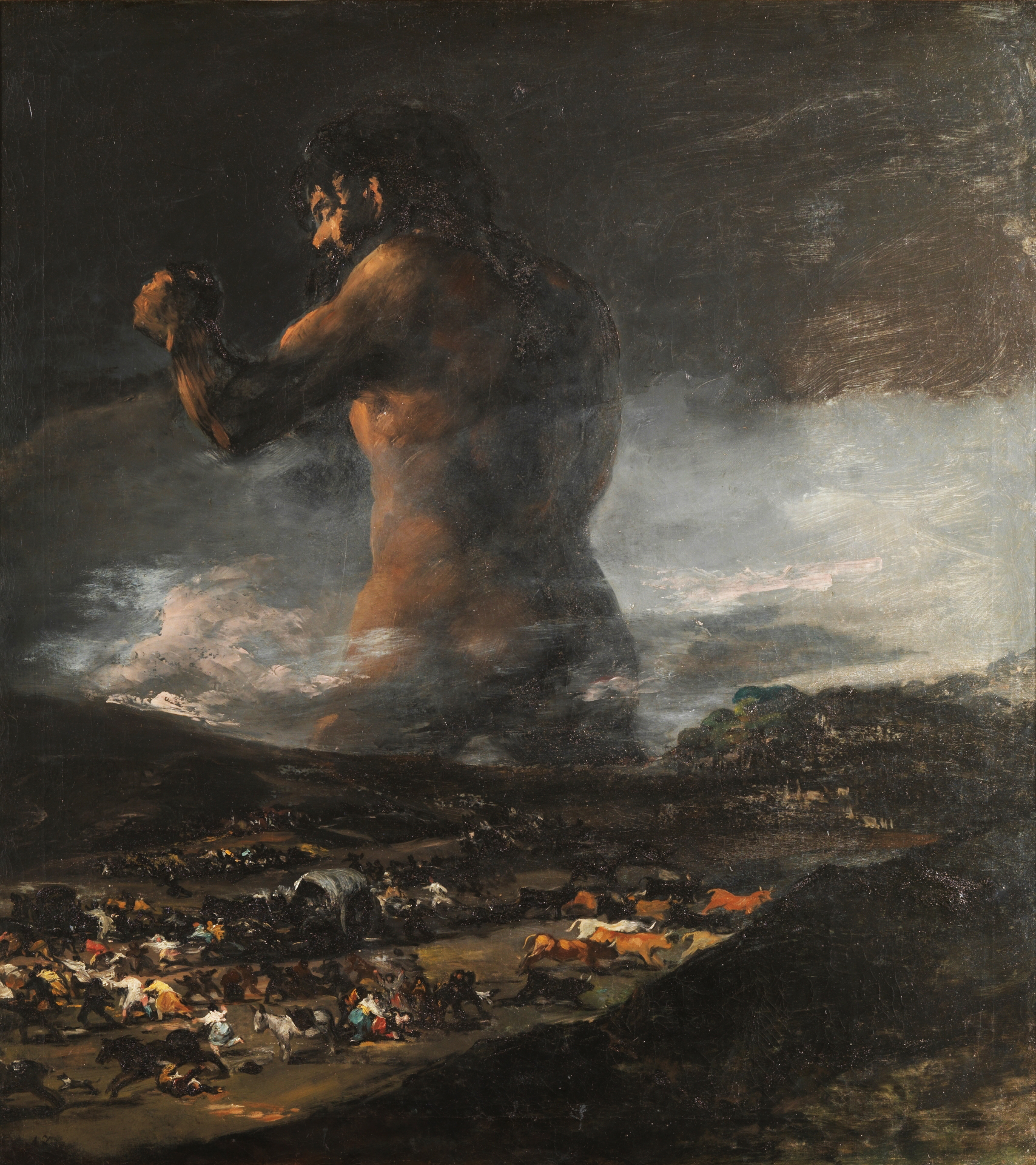
Olbrzym – obraz Francisca Goi z 1812

Olbrzym – zwany także wielkoludem – fikcyjna istota podobna do człowieka, lecz o wiele od niego większa. Występuje w licznych mitach, baśniach i legendach, a także w literaturze fantasy i grach fabularnych. Choć słowo „gigant” w szczególności odnosi się do istot z mitologii greckiej, używane jest też często po prostu jako synonim „olbrzyma”.

## Etymologia
Dawne polskie i niemieckie nazwy olbrzymów, jak podaje Słownik etymologiczny języka polskiego Aleksandra Brücknera, wywodzą się od nazw niegdysiejszych wrogów i najeźdźców: niemieckie Hüne od Hunów, prasłowiańskie Obrzy (*Obъrъ, staroruskie  Obъre, Obъrinъ – występujące w Powieści minionych lat) – od Awarów. Mamy tu do czynienia albo ze zmianą semantyczną w obrębie pierwotnej  nazwy etnicznej, albo z kontaminacją etnikonu *Obъr, z tureckiego abar, z rodzimym, prasłowiańskim *obrъ – „silny” (odpowiadającemu gockiemu abrs) – czeskie Obr, staropolskie Obrzyn (współczesne Olbrzym, z epentezą l).

## Źródła mitów o olbrzymach
Dowodem na istnienie olbrzymów miały być kości dinozaurów, mamutów i tym podobnych stworzeń, znajdowane w różnych miejscach na całym świecie (np. we wiedeńskiej katedrze św. Stefana od 1443 roku znajdują się kości mamutów, przedstawiane jako resztki olbrzymów) oraz budowle starożytne: piramidy, mury, sarkofagi, ruiny świątyń. Pisarz Marian Brandys tak opisywał swoje wrażenia z podróży do Egiptu: Spróbujcie sobie wyobrazić zwalisko granitowych ruin, zajmujących powierzchnię przeszło czterech kilometrów kwadratowych. Całe aleje kamiennych sfinksów, posągi faraonów wyższe od trzypiętrowych domów, gęsty las niebotycznych kolumn o obwodach tak potężnych, że na wierzchołku każdej mogłoby się rozsiąść swobodnie około stu osób… (M. Brandys „Śladami Stasia i Nel”). Ludzie późniejszych epok nie mogli uwierzyć, że budowle megalityczne stawiały osoby takie jako oni. Niektórzy kreacjoniści uważają, że odnalezione szczątki Megantropów są szczątkami olbrzymów.

## Mitologia grecka

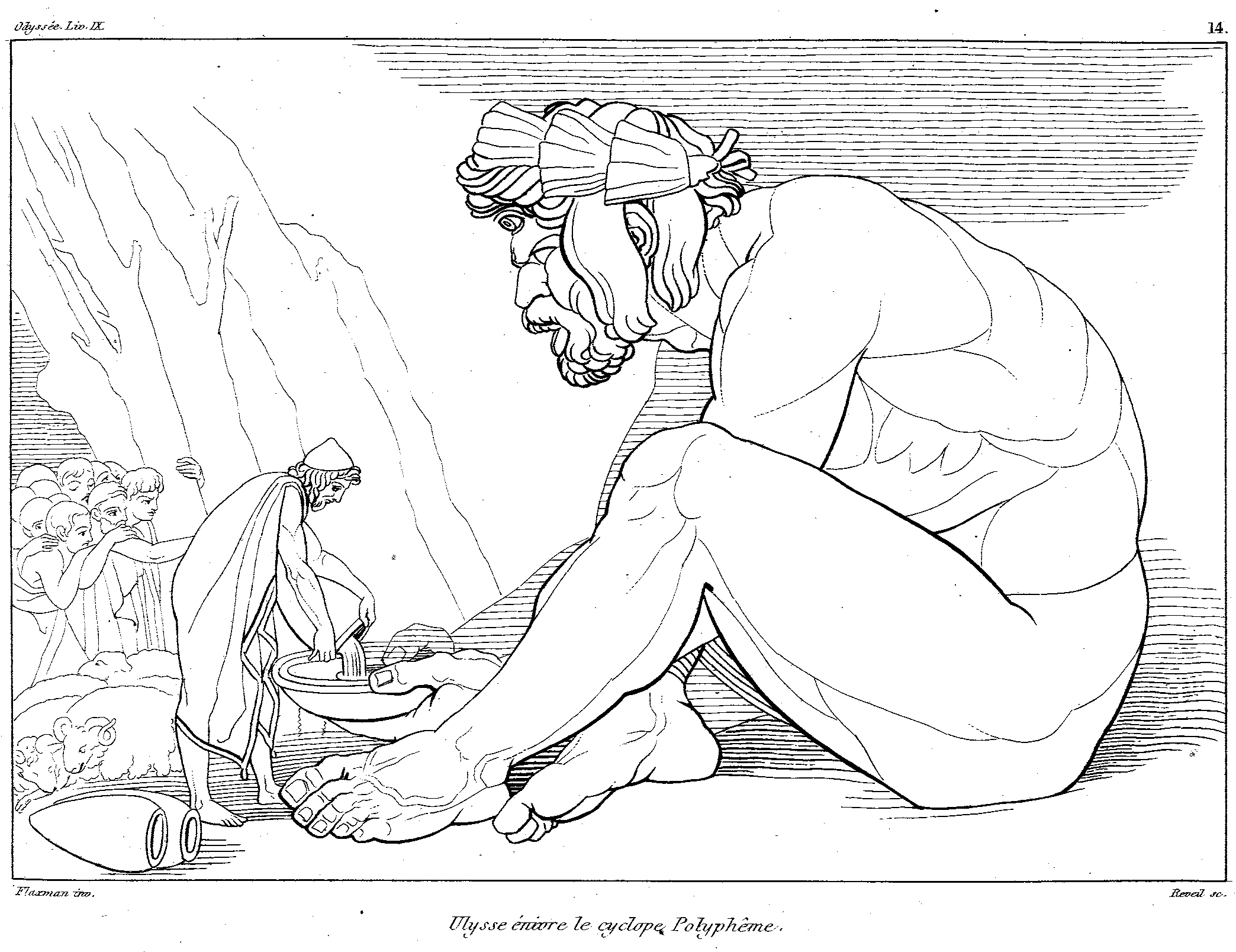
Odyseusz i Polifem

Olbrzymy w mitologii greckiej według poety Hezjoda były dziećmi Uranosa (Nieba) i Gai (Ziemi). Zaangażowali się w konflikt z bogami olimpijskimi nazywany gigantomachią, który został rozwiązany, gdy w końcu zaangażował się weń Herakles, stając po stronie Olimpijczyków. Grecy wierzyli, że niektórzy ze strąconych gigantów (takich jak Enkelados) leżą pogrzebani pod ziemią i że ich udręczone ciała dygocząc powodują trzęsienia ziemi i erupcje wulkaniczne. Starożytni Grecy rozróżniali trzy rodzaje olbrzymów:
- giganci
- tytani
- hekatonchejrowie (sturęcy)

## Biblia

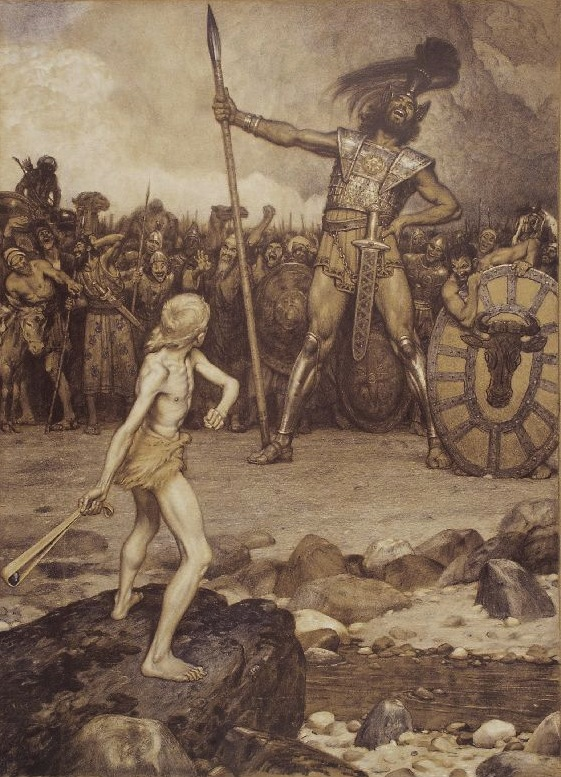
Dawid i Goliat

W Biblii – świętej księdze żydów i chrześcijan – również wspomina się o olbrzymach (na tej m.in. podstawie uznawano wspomniane wyżej kości dinozaurów z wiedeńskiej katedry za kości olbrzymów; znalezioną w 1677 r. w Anglii kość udową megalozaura ks. Piot nazywa szczątkiem biblijnego olbrzyma – w 1763 r. Brookes nadaje jej nazwę Scrotum humanum – moszna ludzka; w „Panu Tadeuszu” Mickiewicz wspomina o podobnych wierzeniach na Litwie, pisząc w księdze ósmej: (…) pleban mirski zawiesił w kościele / Wykopane olbrzymów żebra i piszczele) – dowodem na to jest cytat z Księgi Rodzaju: A w owych czasach byli na ziemi giganci (…) mocarze, mający sławę w owych dawnych czasach (Rdz 6,4).
Gdy Izraelici, po wędrówce przez pustynię, dotarli do ziemi Kanaan, wysłali posłów dla zbadania stanu rzeczy. Ci, gdy wrócili, mówili: Kraj, któryśmy przeszli, aby go zbadać, jest krajem, który pożera swoich mieszkańców. Wszyscy zaś ludzie, których tam widzieliśmy, są wysokiego wzrostu. Widzieliśmy tam nawet olbrzymów – Anakici pochodzą od olbrzymów – a w porównaniu z nimi wydaliśmy się sobie jak szarańcza i takimi byliśmy w ich oczach (Lb 13, 32–33).
Pierwszym gigantem, wymienionym z imienia, jest Og, król Baszanu: Og, król Baszanu, był ostatnim z Refaitów. Jego grobowiec [dosł. łoże] żelazny jest w Rabbat synów Ammona: dziewięć łokci długi, cztery łokcie szeroki, [mierzony] według łokcia zwyczajnego (Pwt 3,11). Jako że łokieć hebrajski mierzył 48,4 cm, łoże króla miało wymiary 4 m 36 cm na 1 m 94 cm.
Najlepiej znanym biblijnym olbrzymem jest wojownik filistyński, Goliat.

## Historia Izraela według Józefa Flawiusza
Gdy pod dowództwem Judy patriarchy, następcy Jozuego Hebrajczycy zdobywali plemiona ziemi kannanejskiej, przenieśli swój obóz do Hebronu opanowując ten gród i zabijając jego mieszkańców. Z nieprzyjaznych ludów, pozostało wtedy w pobliżu tylko plemię olbrzymów, których ciała były ogromne i postacie odmienne. Ludzie strasznie się dziwili ich widokiem i ze strachem przekazywali sobie o nich wieść.

## Mitologia skandynawska

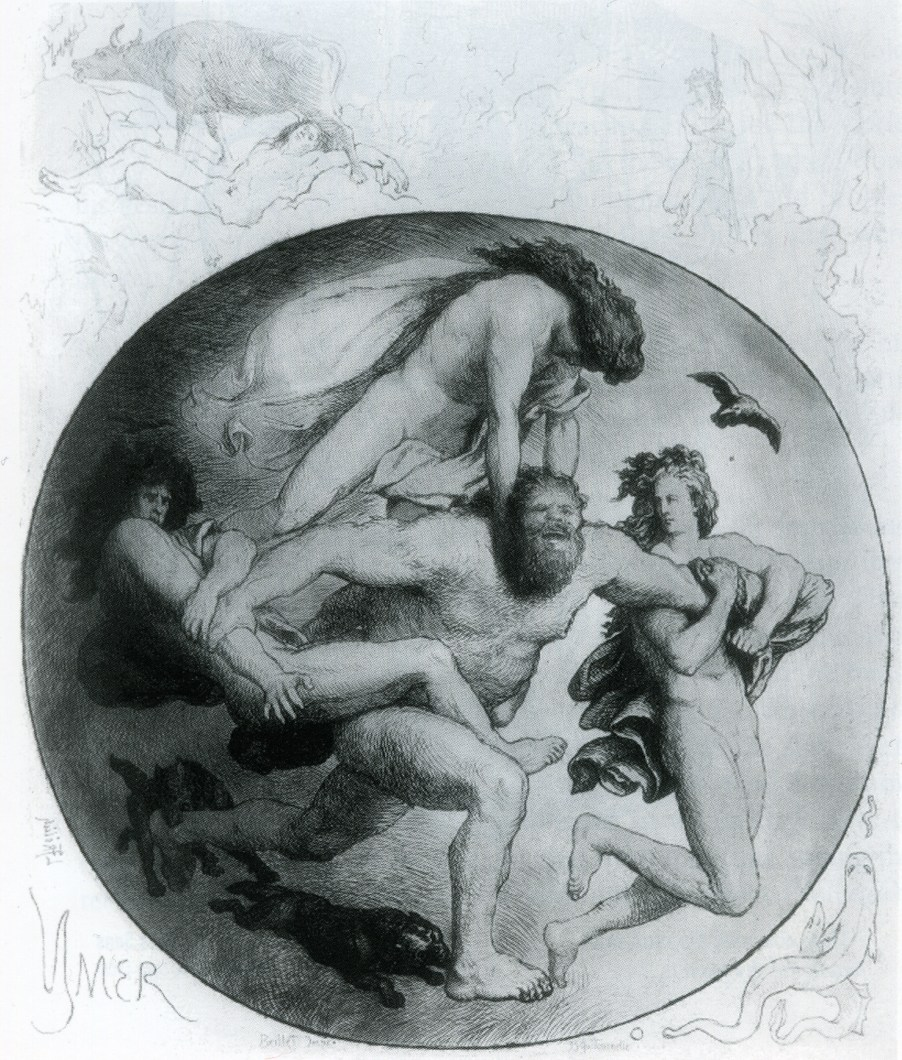
Ymir walczy z trzema braćmi

W mitologii skandynawskiej olbrzymy (Jotunowie) odgrywają ważną rolę. Na początku świata istniały tylko krainy Muspelheim i Niflheim, a pomiędzy nimi była przepaść Ginnungagap. Gdy lody krainy Niflheim spotkały się z ogniem z krainy Muspelheim narodził się olbrzym Ymir. Z jego pachy powstali Lodowi Olbrzymi, gdyż był on i kobietą i mężczyzną. Prawnukowie Ymira, bogowie Odyn, Vili i Ve, zabili go. Krew z zamordowanego doprowadziła do śmierci Lodowych Olbrzymów. Uratował się tylko Bergelmir, protoplasta nowej rasy gigantów, która miała zamieszkać w Utgardzie. Z ciała Ymira bogowie stworzyli świat, tam też wyrósł jesion Yggdrasil, podtrzymujący dziewięć światów.
Potomkowie Bergelmira nie należeli do istot dobrotliwych i łagodnych. Wprost przeciwnie – ich podstępy nie raz przyprawiały bogów o drżenie serca. Oto dwie najlepiej znane historie o mieszkańcach Jötunheimu.
Pewnego dnia Thor i Loki, bogowie z Asgardu, wybrali się do krainy olbrzymów. Jej król, Utgarda-loki, zaproponował im kilka rzeczy. Loki musiał rywalizować z Logim o to, kto zje więcej. Logi nie tylko zjadł wszystko, ale połknął także miski i kubki. Potem Thjalfi, syn gospodarza, ścigał się z olbrzymem Hugim. Potomek króla został daleko w tyle. Następnie Thor usiłował wypić miód z rogu, przygotowanego przez gospodarza, ale upił tylko odrobinę. Utgarda-loki dał mu jeszcze jedną szansę – miał podnieść jego kota, a potem pokonać w zapasach matkę olbrzyma. Bóg nie podołał ni jednemu, ni drugiemu. Następnego dnia, gdy bogowie opuszczali dwór króla, okazało się, że Logi to Ogień, Hugi – Myśl, miód Utgarda-Lokiego to morze, kot to wąż Midgardu, a matka olbrzyma, Elli – to Starość. Na wieść o podstępie olbrzyma Thor usiłował go zabić, ale pałac zniknął, a Thor i Loki zostali sami w lesie.
Inna legenda mówi, że olbrzym Trym skradł najcenniejszy skarb Thora – młot Mjöllnir. Obiecał zwrócić go, gdy dostanie boginię Freję za żonę. Thor nie mógł tego uczynić, bo cały świat obumarłby. Heimdall doradził Thorowi, by przebrał się za Freję i podstępem skradł młot. Thor (jako Freja) i Loki (jako przyzwoitka) pojechali do pałacu Thryma. „Freja” zjadła na uczcie 8 łososi i całego woła. Loki wyjaśnił, że Freja nie jadła z tęsknoty za oblubieńcem. Potem Trym podniósł welon małżonki i zobaczył wielkie, błyszczące oczy Thora. „N” – "Śniła koszmary z tęsknoty" - wyjaśnił Loki. Gdy Trym położył młot (jako dar ślubny) na łonie Frei, Thor chwycił go, pozabijał Thryma i wszystkich gości weselnych.

## Legendy brytyjskie
Najsłynniejsze olbrzymy brytyjskie to Gog i Magog. Ich imiona wywodzą się z Apokalipsy Świętego Jana: A gdy się skończy tysiąc lat, z więzienia swego szatan zostanie zwolniony. I wyjdzie, by omamić narody z czterech narożników ziemi, Goga i Magoga, by ich zgromadzić na bój, a liczba ich jak piasek morski. Wyszli oni na powierzchnię ziemi i otoczyli obóz świętych i miasto umiłowane; a zstąpił ogień od Boga z nieba i pochłonął ich (Ap 20,7-9).
Według Brytyjczyków, Gog i Magog to jedyni pozostali przy życiu potomkowie 33 córek-mężobójczyń cesarza Dioklecjana. Morderczynie popłynęły na Wyspy Brytyjskie i tam zamieszkały. Gdy prawnuk Eneasza, Brut (wedle legendy przodek króla Artura), dopłynął do Anglii, napotkał tam olbrzymów, a wśród nich właśnie Goga i Magoga. Oboje zostali doprowadzeni w łańcuchach do Troynovantu (Londynu) i do śmierci służyli jako odźwierni w pałacu królewskim. Posągi gigantów do dziś stoją przed Guildhall (ratuszem londyńskiego City – z lewej Gog, z prawej Magog). W 1666 roku zniszczył je pożar (ten sam, który strawił szekspirowski teatr Globe), a w 1940 r. – naloty niemieckie.

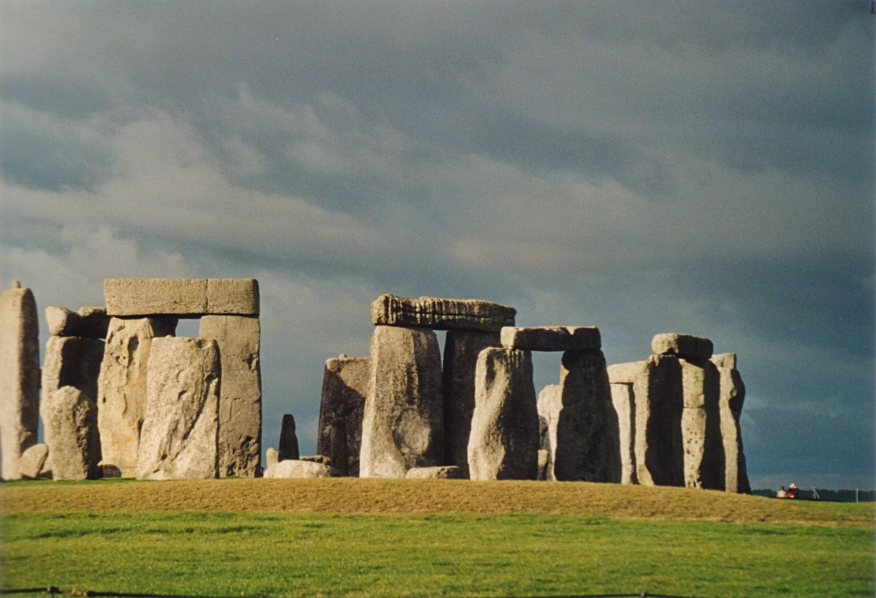
Stonehenge

Z kolei inna legenda mówi, że dwaj odźwierni Guildhallu to Gogmagog i Koryneusz. Gogmagog miał być przywódcą olbrzymów angielskich, a Koryneusz – rycerzem z drużyny Bruta i pogromcą giganta. Wrzucił go do morza (w miejscu, które nosi nazwę Skok Olbrzyma), za co otrzymał Kornwalię.
Wedle historyka Geoffreya z Monmouth, dziełem olbrzymów (tym razem irlandzkich) jest Stonehenge. Za dawnych dni miały przenieść go z Afryki i ustawić na górze Killaraus. Na prośbę Merlina przeniosły go na dzisiejsze miejsce, by król Artur miał pomnik godny swoich czynów.
Brytyjczycy znają także legendę o Gwidonie z Warwick. Dokonał on wielu niezwykłych czynów; najsłynniejszym miało być pokonanie duńskiego olbrzyma Kolbranda, który żądał od Anglików haraczu.

## Ludy kaukaskie
Olbrzymi są bohaterami Eposu o Nartach.

## Byliny rosyjskie
Byliny rosyjskie często mają za bohaterów olbrzymów: są zazwyczaj silni, złowrodzy, pyszni; są idealnymi przeciwnikami w pojedynku dla bohaterów. Takim złowrogim olbrzymem jest Tuharyn Żmijewicz, ciemięzca Kijowa, który został pokonany przez Aloszę Popowicza. Z kolei bylina z okolic Nowogrodu mówi o Światogorze, słowiańskim tytanie; był tak silny, że nie mógł znaleźć godnego siebie przeciwnika. Rozmyśla: Gdybym ja dobry uchwyt znalazł, dźwignąłbym w górę ziemię całą. Bóg postawił na jego drodze sakiewkę, w której był ciężar całego wszechświata. Światogor nie może jej podnieść, zapada się w glebę po kolana i umiera.

## Legenda o świętym Krzysztofie

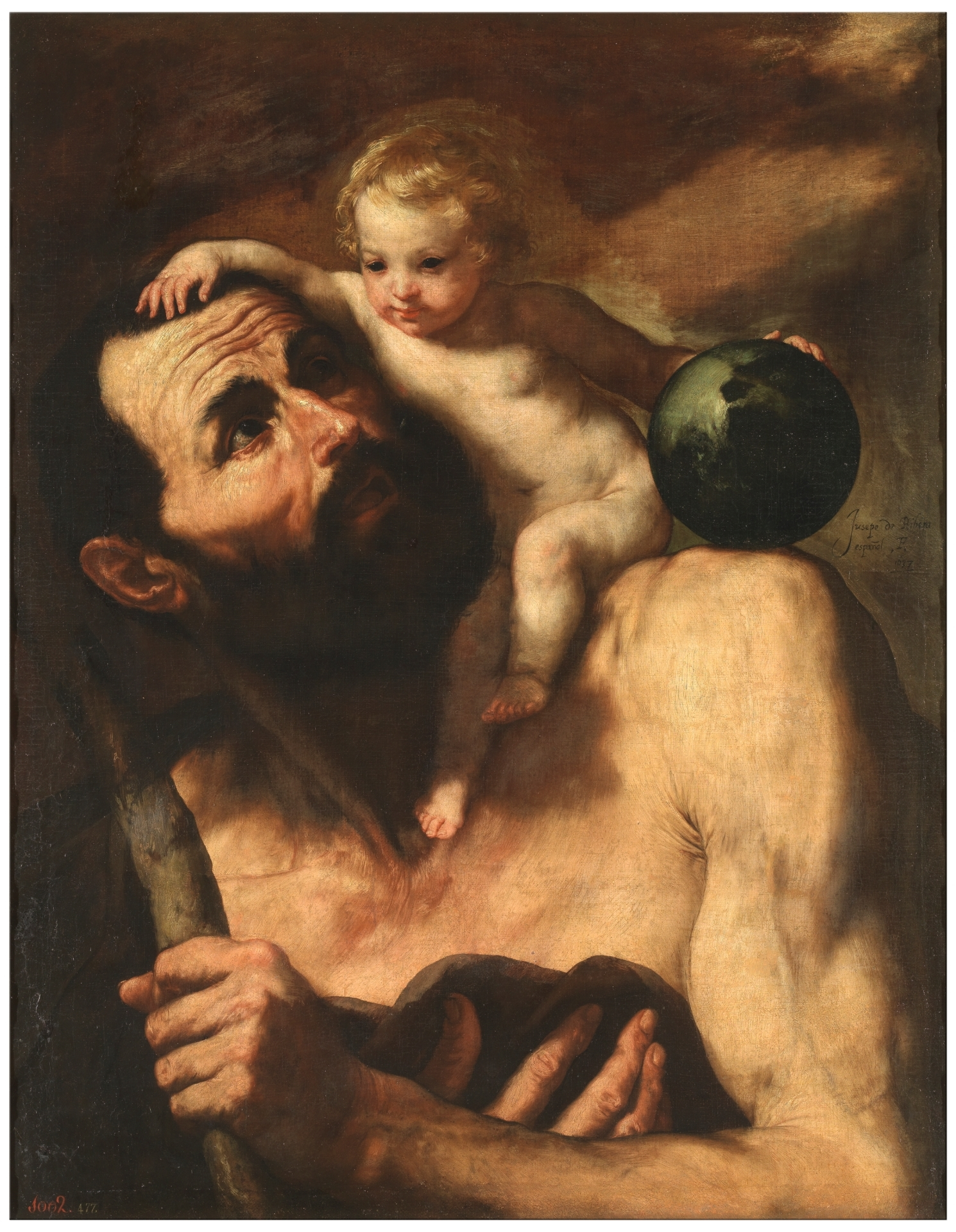
Św. Krzysztof

Od XIII wieku rozwija się w Europie sztuka kaznodziejska. Kapłani chrześcijańscy zaczynają naśladować Chrystusa, który w celu zainteresowania słuchaczy operował przypowieściami. Księża czerpią swoje exempla z wielu źródeł, m.in. z żywotów świętych i legend. Jedną z nich jest ta o świętym Krzysztofie. Miał on być pustelnikiem syryjskim i przewoźnikiem przez rzekę. Pewnego razu przenosił przez rzekę dziecko i rzekł do niego: Dziecię, wystawiłoś mnie na wielkie niebezpieczeństwo, nigdy jeszcze nie dźwigał cięższego brzemienia; na co dziecko odparło: Nie dziw się, boś nosił na sobie cały świat i grzechy jego, po czym objawiło się jako Chrystus. Legenda ta ma zapewne na celu wyjaśnienie etymologii imienia (łac. Christophorus – niosący Chrystusa). Tę przypowieść i jej przedstawienia malarskie tak ocenił ksiądz Skarga: Co malują i powiadają, iż Święty ten Krzysztof za pokutę u jednej rzeki siedząc, ludzie przenosił, wielkiego a olbrzymskiego wzrostu będąc, a iż raz Pana Jezusa w osobie dzieciątka przenosił; o tem nic się takiego u pisarzów kościelnych znaleźć nie może. Malowanie owo jego, które starodawne jest od głupich malarzy ponawiane, duchownie się rozumieć ma (…). Zabobony malarskie szkody wierze św. czynić nie mają (X. Piotr Skarga SJ, „Żywoty świętych Starego i Nowego Zakonu”).

## W polskich legendach i baśniach
Olbrzymy występują też w polskich przekazach i baśniach m.in. Waligóra i Wyrwidąb.

## „Boska komedia”
Dante umieścił w Piekle kilku olbrzymów. W siódmym kręgu piekielnym – tam, gdzie przebywają samobójcy, mordercy i lichwiarze – Dante i jego przewodnik napotykają olbrzyma Kakusa:
To Kakus, co granitów łono,
pod Apeninów drążone posadą,
Niejednokrotnie krwią zbluzgał czerwoną,
(…) on to podstępem Herkulesa pożył,
Gdy z bliskich pastwisk ukradł wielkie stado
(Inf. 25,25–27; 29–30).
Na końcu kręgu podróżnicy spotykają giganta Geriona:
Twarz jego, niby twarz zacnego męża,
Ufność budziła składając się szczerze,
Lecz resztą cielska przypominał węża
(Inf. 17,10–13).
Przenosi ich do ósmego kręgu – miejsca kaźni świętokupców, magów, wróżbitów i oszustów. Na granicy ósmego i dziewiątego kręgu Wergiliusz i Dante zaglądają do Studni Gigantów. :Była ogromna głowa wielkoluda;
W równym stosunku do niej inne kości.
Brzeg, co mu służył opaską na uda,
Osłaniał cały wierzch strasznej poczwary
Trzem Fryzom czuba sięgnąć się nie uda,
Choć staną jeden drugiemu na bary;
Od miejsca szyi, gdzie płaszcz zapinany,
Trzydzieści piędzi liczył naszej miary [6,75 m]
(Inf 31, 59–65).
Był to Nemrod, myśliwy wspomniany w Biblii w Księdze Rodzaju (Rdz 10,9). Pozostali to:
- Efialtes (Związać go, nie wiem, kto był dosyć wdały; / Prawe do grzbietu, lewe ramię ducha / Do piersi szczelnie przywarte sterczały, / Przymocowane żelazem łańcucha, / Co szedł od szyi i pięćkroć krępował / Kadłub odkryty cały aż do brzucha) (Inf. 31, 85–90);
- Briareus (Stoi od miejsc tych odległy niemało; / Twarz jego bardziej ohydna i dzika) (Inf. 31, 104–5);
- Anteusz (ten do pięci / Sążni [8,64 m], nie licząc głowy, sterczał z jamy) (Inf. 31, 113–4) – przenosi on Dantego i Wergilego do dziewiątego kręgu piekieł – kręgu zdrajców.

## „Gargantua i Pantagruel” François Rabelais
Gargantua jest olbrzymem angielskim, synem Gargameli, żony Tęgopusta; w 11 miesiącu ciąży, gdy zjadła za dużo flaków, urodziła Gargantuę przez lewe ucho. Olbrzym odbywa podróż do Paryża; tam studiuje. Zmuszony jest do obrony ojcowizny przed wrogami. Z okazji zwycięstwa wybudował klasztor telemski. Regułą klasztorną jest zdanie: Fay ce que vouldras (fr. „Czyń, coć się podoba”).

## „Podróże Guliwera” Swifta

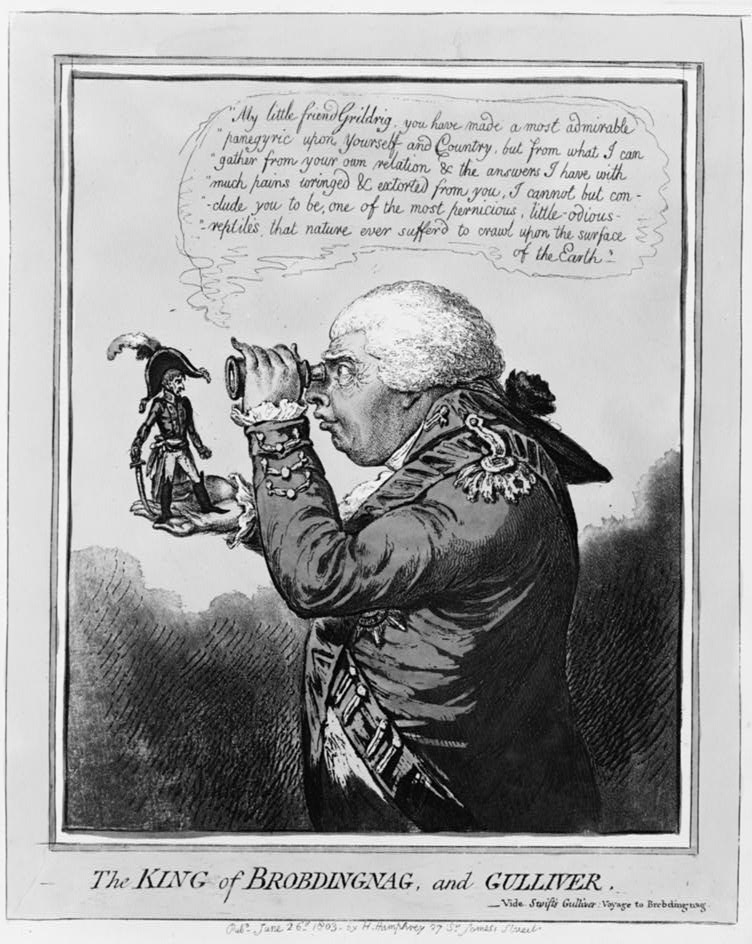
Guliwer i król Brobdingnagu

Oświecenie było epoką, która bardzo często używała satyry przeciwko systemom społecznym, władcom i wadom ludzkim. Typowym przykładem są „Podróże Guliwera” Jonathana Swifta. W czasie swej drugiej podróży doktor Guliwer wylądował w Brobdingnagu – kraju olbrzymów. Tam opiekuje się nim dziesięcioletnia córeczka kmiecia, mająca 40 stóp wzrostu (około 12 metrów). Guliwer trafia na dwór królewski, gdzie filozofowie badają, kim właściwie jest? Po długich sprzeczkach zgodzono się na koniec, żem był relplum scalcatch, co tłumacząc dosłownie znaczy: igraszka natury. Ta decyzja odpowiada najzupełniej teraźniejszej filozofii europejskiej, której profesorowie, gardząc występowaniem ukrytych przyczyn, pod których zasłoną naśladowcy Arystotelesa usiłowali ukryć swoją niewiedzę, wynaleźli to cudowne rozwiązanie wszystkich trudności, ku wielkiemu postępowi w umiejętności ludzkiej!
Staje się ulubionym towarzyszem króla i prowadzi z nim dysputy o Anglii, (…) o obyczajach, religii, prawach, rządzie i naukach w Europie, a ja, ile możności, starałem się odpowiadać jak najlepiej. (…) gdym razu jednego zanadto szczegółowo mówił o mojej kochanej ojczyźnie, o naszym handlu, naszych wojnach lądowych i morskich, sporach religijnych i politycznych partiach (…) król, przesądami swej edukacji przejęty, wziął mnie w jedną rękę, a drugą łagodnie uderzywszy spytał, śmiejąc się, czy jestem wig, czy torys? Obrócił się potem do pierwszego ministra, który stał za nim, trzymając w ręku białą laskę, prawie tak wielką jak główny maszt angielskiego wojennego okrętu „Royal Sovereign”, i rzekł: – „Jakże wielkość ludzka jest marna, kiedy tak liche robaczki mogą ją naśladować; i oni mają zapewne swoje rangi i tytuły, swoje gniazda i jamki królicze, które pałacami i miastami nazywają; mają jak i my ekwipaże, liberie, dostojeństwa i urzędy, którymi się szczycą. I u nich, równie jak u nas, kochają, walczą, kłócą się, oszukują i zdradzają”. Guliwer nieraz myślał o jakiejś zemście na tych, którzy obrażali jego ojczyznę, ale nic nie mógł zrobić. Miał dosyć problemów ze szczurami wielkości psów, owadami wielkości kuropatw itp. Bezskutecznie usiłował chwalić się polityką państwową i wynalazkiem prochu. Anglicy w oczach króla olbrzymów pozostali małymi, nędznymi robaczkami, zawdzięczający swe istnienie wspaniałomyślności Natury.

## „Baśnie” braci Grimm
W 1806 roku wojska Napoleona wkroczyły do Kassel, stolicy księstwa Hesji. „Bóg wojny” wcielił je do Królestwa Westfalii, którym władał brat Cesarza, Hieronim Bonaparte. Wśród jego poddanych znaleźli się dwaj bracia – Jakub i Wilhelm Grimmowie. Zrozumieli oni, że teraz jest ostatnia okazja, żeby ocalić od zapomnienia ludową twórczość – w tym także różnego rodzaju baśnie. Była już chyba najwyższa pora, by baśnie te utrwalić, bowiem tych, którzy powinni je przechowywać, jest coraz mnie (…) nie ma w Niemczech ani jednego zbioru o taki charakterze. Takiemu zadaniu sprzyjała nie tylko obawa przed wynarodowieniem Niemców, ale i ogólniejsze zapatrywania na tę sprawę – romantyzm, na początku XIX w. dopiero raczkujący, wzbudzał już jednak zainteresowanie ludowością.
Zbiór baśni braci Grimm zawiera 200 utworów o różnej długości, tematyce i pochodzeniu. Z tych 200 około 10 jest poświęconych – w mniejszym lub większym stopniu – olbrzymom:
- „O dzielnym krawczyku” – krawiec w napadzie złości zabija naraz 7 much, wyszywa sobie napis „7 za jednym zamachem”. Wyrusza w świat i spotyka olbrzyma. Napotkany gigant proponuje krawczykowi próbę siły. Za pomocą sprytnych forteli mistrz igły zwycięża. Przerażony olbrzym i jego towarzysze uciekają. Niedługo potem „bohater” trafia na dwór królewski i dostaje zadanie- pokonać dwu olbrzymów. Znowu, z pomocą bystrej głowy, krawczyk zwycięża. Olbrzymy z pozostałych bajek są zazwyczaj podobne do występujących tu- wielcy, dzicy, głupi, silni, ale bezradni wobec sprytu mniejszych od nich;
- „Sześciu zawsze sobie radę da” – były żołnierz spotyka 5 ludzi o niezwykłych umiejętnościach, jest wśród nich olbrzym o niezwykłej sile;
- „Młody olbrzym” – stary olbrzym zabiera z pola dziecko wieśniaka, po 6 latach zwraca go ojcu. Młodzieniec postanawia wyruszyć w świat, chce zostać parobkiem, a jako zapłaty żąda… możliwości dawania klapsów dzierżawcom;
- „Król na Złotej Górze” – młodzieniec na mocy przeznaczenia zostaje królem, ale z własnej głupoty traci swoje królestwo, w jego odzyskaniu pomogły mu: szabla ścinająca wszystkie głowy oprócz właściciela, płaszcz-niewidka i siedmiomilowe buty. Wyłudził te przedmioty od olbrzymów, którzy kłócąc się o nie, wyznaczyli jako arbitra sporu byłego króla, w przekonaniu, że mali ludzie posiadają wielki rozum;
- „Kruk” – młodzieniec usiłuje odszukać piękną królewnę, przebywa ona w zamku Stromberg (niem. „górski strumień”), prosi o pomoc olbrzyma, mieszkającego w lesie, ten nie dość, że znajduje zamek na mapach, to jeszcze zanosi tam podróżnego;
- „O królewiczu, który nie znał strachu” – młody królewicz szuka strachu, trafia do domu olbrzymów i tam bawi się ich kręglami. Właściciel prosi go o jabłko z drzewa życia, gdy królewicz przynosi je, olbrzym upomina się jeszcze o pierścień, olbrzym najpierw walczy o niego, a potem wykłuwa młodzieńcowi oczy i prowadzi go nad przepaść, królewicza ratuje lew, a olbrzym zostaje zepchnięty do przepaści i ginie na miejscu;
- „Gryf” – najmłodszy syn kmiecia, głupi Jaś dzięki swej dobroci spełnia warunki i może się ubiegać o rękę królewny, ale stary król marudzi i żąda pióra z ogona gryfa, w drodze do niego Jaś spotyka olbrzyma, który przenosił ludzi przez rzekę (jak św. Krzysztof): gigant prosi go, by spytał gryfa, czemu on musi nosić ludzi przez rzekę? Jaś zdobywa pióro gryfa i zdradza olbrzymowi sekret: musi jakąś osobę zostawić na środku rzeki i odejść, wtedy będzie wolny;
- „O Jasiu mocarzu” – syn mieszkańca doliny zostaje porwany wraz z matką przez zbójców, gdy dorasta, zabija zbójców, odnajduje ojca i wyrusza w świat, spotyka dwóch olbrzymów, którym nadaje imiona Waligóra i Wyrwidąb. Pewnego razu dowiadują się o możliwości uwolnienia królewny. Fałszywi towarzysze Jasia zostawiają go w opałach, a ten – z pomocą pierścienia o mocy lampy Aladyna – mści się na nich i żeni się z królewną;
- „Wysłannicy Śmierci” – pewnego olbrzyma na spacerze zatrzymuje człowiek, który jest Śmiercią. Gigant pokonuje go. Gdyby „nieszczęśnika” nie uratował przechodzący człowiek, może do dziś nie umieralibyśmy;
- „Olbrzym i krawczyk”- krawiec wędruje po lesie i spotyka olbrzyma, jako że olbrzym był „dość tępy i mało pojętny”, krawczyk trzyma go w szachu swoją rzekomą siłą. Ale pewnego dnia, gdy krawiec przysiadł na gałązce wierzbowej, olbrzym odgiął ją i puścił. Krawiec zniknął w przestworzach, a olbrzym wyzbył się strachu.

## „Pierścień Nibelunga”Richarda Wagnera
W tetralogii Wagnera Pierścień Nibelunga występuje dwóch olbrzymów: Fasolt i Fafner. Są oni budowniczymi siedziby bogów – Walhalli, za swoją pracę otrzymują jako zapłatę tytułowe dla pierwszej części tetralogii złoto (Złoto Renu). Fafner, pod postacią smoka, jest następnie strażnikiem tego złota i oponentem innego bohatera cyklu, Zygfryda.

## Opowieści z Narnii
Olbrzymy Lewisa bywają dobre, dzielne, pomocne, ale trafiają się także osobniki głupie, złośliwe i źle nastawione do ludzi.
Pierwszym wymienionym z imienia jest olbrzym Grzmotołup, zamieniony przez Białą Czarownicę w kamień; odczarowany przez Aslana, staje się bardzo pomocny. Wszystkie Łupy zawsze są takie. To jedna z najbardziej szacownych rodzin olbrzymów w Narnii. Może nie najmądrzejsza (nigdy zresztą nie spotkałem bardzo mądrego olbrzyma), ale bardzo stara – jak powiedział faun Tumnus. Okazało się także, że Biała Czarownica jest półolbrzymką (ma w sobie krew Lilith i olbrzymów, jak powiedział to Piotrowi, Edmundowi, Łucji i Zuzannie Bóbr). W czasie swojego panowania czwórka rodzeństwa walczyła też z wrogimi olbrzymami.
Kozłonóg mówił prawdę, czego przykładem jest olbrzym Świdrogrzmot, żyjący za czasów Miraza i Kaspiana Żeglarza. W czasie bitwy koło Kopca Aslana otrzymał zadanie odcięcia jednego ze skrzydeł armii Telmarów. Ale nic z tego nie wyszło. Nikt nie ostrzegł Kaspiana (bo też nikt już o tym w tych czasach nie pamiętał), że olbrzymy nie są najmądrzejsze. (…) Świdrogrzmot (…) zaatakował linię wroga w zupełnie innym miejscu i o innym czasie. Na szczęście zwolennicy Kaspiana nie odnieśli druzgocącej klęski – ale gigant i tak miał potem wyrzuty sumienia.
W „Srebrnym Krześle” Julia, Eustachy i Błotosmętek wędrują w poszukiwaniu królewicza Riliana. Na swej drodze spotykają olbrzymów dwukrotnie: raz w Wąwozie Olbrzymów, gdzie obserwują, jak zabawiają się rzucaniem do celu. Gdy wybuchła kłótnia, olbrzymy zaczęły tak się okładać młotami, że słychać było tylko skowyty, szlochy i buczenie, jakby w wąwozie porzucono gromadę wielkich, zdziczałych dzieciaków. Następnie docierają do grodu tzw. Łagodnych Olbrzymów, gdzie są przyjęci z najwyższymi honorami. Dopiero gdy próbują uciec (zjedli, nie wiedząc o tym, mówiącego jelenia), odkrywają, dlaczego olbrzymy tak ich hołubiły: znaleźli w książce kucharskiej przepis na człowieka i błotowija.
Podczas wędrówki w podziemiach widzą ciało olbrzymiego śpiącego mężczyzny. Był o wiele większy niż jakikolwiek olbrzym, a jego twarz była naprawdę szlachetna i piękna (…) stary Ojciec Czas (…) obudzi się na koniec świata.
W „Ostatniej Bitwie” ponownie widzimy tego olbrzyma. (…) na lewo zamajaczył jeszcze jeden czarny kształt. Najpierw przypominał wielką, ciemną plamę na niebie, później ta plama rosła i rosła w górę, aż przybrała kształt olbrzyma stojącego na tle usianego gwiazdami nieba: największego ze wszystkich olbrzymów, jacy kiedykolwiek żyli w tym świecie. Wszyscy wystarczająco dobrze znali Narnię, by domyślić się, gdzie on musi stać: na torfowej wyżynie, daleko na północy, za Suchą Wodą. Julia i Eustachy przypomnieli sobie, jak pewnego razu, bardzo dawno temu, w głębokich podziemiach pod tymi torfowiskami zobaczyli wielkiego, śpiącego olbrzyma. Powiedziano im, że nazywa się Ojciec Czas i że obudzi się w dniu końca świata.
– Tak – powiedział Aslan, chociaż żadne z nich nie przemówiło. – Kiedy leżał uśpiony, nazywał się Czas. Teraz, gdy się przebudził, otrzyma nowe imię.

## HobbitJ.R.R. Tolkiena
Górskie Olbrzymy zaliczają się do najsilniejszych stworzeń Śródziemia. Bilbo w powieści „Hobbit czyli tam i z powrotem”
obserwował Olbrzymy bawiące się rzucając do siebie głazami. Również podczas przeprawy przez Góry Mgliste Thorin Dębowa Tarcza skarży się: Jeśli nas wicher nie zmiecie, deszcz nie zatopi albo piorun nie ustrzeli, olbrzymy gotowe zabawić się z nami w piłkę nożną i kopniakiem posłać do nieba.

## Harry PotterJ.K. Rowling
Przedstawiciele tej rasy w świecie czarodziejów nie są mile widziani wśród ich społeczności. Ich liczba w ostatnich latach gwałtownie zmalała. Jest to efekt nietolerancyjnej polityki magów wobec nich. Powodem jest także wojownicza mentalność omawianej rasy. Okoliczności zmuszają je do życia w niedostępnych dolinach górskich i grupowania się w plemiona (niegdyś wrogich sobie szczepów), liczące kilkadziesiąt osobników. Co pewien czas wybuchają krwawe walki o wpływy i władzę pomiędzy współplemieńcami.
Gurgiem (przywódcą) zostaje członek zwycięskiej strony.
Olbrzymy charakteryzują się wzrostem w granicach 20–24 stóp. Ich gruba skóra koloru szarego jest odporna na niektóre zaklęcia. Posiadają jak na swój wzrost duże stopy, które są pokryte naturalną podeszwą. Nie są zaliczane do bystrych i inteligentnych. Niewielu zna ludzki język. Dyplomata chcący zyskać przychylność wodza musi składać podarki, które wywołają zainteresowanie plemienia.
Jedynymi, szerzej znanymi gurgami byli Karkus, skłonny do poparcia Zakonu Feniksa (posłami Zakonu w tej misji byli Hagrid i Olimpia Maxime – półolbrzymy). Został jednak obalony i stracony przez jego następcę – Golgomata. Nowy wódz popierał stronę śmierciożerców. Dalsze ich losy nie są znane.